# La gang degli svitati
La gang degli svitati (Fú Xīng Gáo Zhào, My Lucky Stars nella versione internazionale) è un film del 1985 diretto da Sammo Hung.
È il secondo film d'azione della serie Lucky Stars ed un semi-sequel di Winners and Sinners (tanto che in alcune nazioni uscì col titolo Winners and Sinners 2), visto che presenta quattro delle "Five Lucky Stars" del primo film (manca John Shum), anche se con nomi e ruoli leggermente diversi.

## Trama
Muscles e Ricky sono poliziotti sotto copertura e seguono un poliziotto corrotto in Giappone per assicurare alla giustizia lui e il gruppo di Yakuza cui si è associato. Ricky viene rapito e Muscles, temendo la corruzione della polizia di Hong Kong, chiede al suo superiore di inviare in suo aiuto i suoi problematici amici d'infanzia con cui è cresciuto (e si è scontrato) all'orfanotrofio, soprannominati Five Lucky Stars. Questi sono cresciuti come delinquenti di piccolo cabotaggio e vengono convinti a collaborare solo con la minaccia del carcere e l'avvenenza della recluta Swordflower che si unirà a loro.
Una grande battaglia a suon di colpi di arti marziali ben coreografati, nella quale ovviamente i buoni hanno ragione dei cattivi, si svolge quindi nel parco divertimenti sotto il quale si trova il nascondiglio della banda.